# Cynanchum glomeratum
Cynanchum glomeratum är en oleanderväxtart som beskrevs av Jean Marie Bosser. Cynanchum glomeratum ingår i släktet Cynanchum och familjen oleanderväxter. Inga underarter finns listade i Catalogue of Life.